# Degré (Sarthe)
Degré és un municipi francès situat al departament del Sarthe i a la regió de País del Loira. L'any 2007 tenia 703 habitants.

## Demografia

### Població
El 2007 la població de fet de Degré era de 703 persones. Hi havia 248 famílies de les quals 34 eren unipersonals (15 homes vivint sols i 19 dones vivint soles), 84 parelles sense fills, 126 parelles amb fills i 4 famílies monoparentals amb fills.
La població ha evolucionat segons el següent gràfic:
Habitants censats

### Habitatges
El 2007 hi havia 270 habitatges, 248 eren l'habitatge principal de la família, 15 eren segones residències i 7 estaven desocupats. 267 eren cases i 4 eren apartaments. Dels 248 habitatges principals, 210 estaven ocupats pels seus propietaris, 35 estaven llogats i ocupats pels llogaters i 3 estaven cedits a títol gratuït; 7 tenien dues cambres, 29 en tenien tres, 52 en tenien quatre i 161 en tenien cinc o més. 188 habitatges disposaven pel capbaix d'una plaça de pàrquing. A 71 habitatges hi havia un automòbil i a 170 n'hi havia dos o més.

### Piràmide de població
La piràmide de població per edats i sexe el 2009 era:
| Homes | Edats   | Dones |
| ----- | ------- | ----- |
| 0     | 95 o +  | 0     |
| 0     | 90 a 94 | 0     |
| 0     | 85 a 89 | 0     |
| 4     | 80 a 84 | 8     |
| 0     | 75 a 79 | 0     |
| 12    | 70 a 74 | 0     |
| 0     | 65 a 69 | 8     |
| 20    | 60 a 64 | 20    |
| 4     | 55 a 59 | 16    |
| 16    | 50 a 54 | 20    |
| 24    | 45 a 49 | 24    |
| 32    | 40 a 44 | 40    |
| 44    | 35 a 39 | 20    |
| 24    | 30 a 34 | 28    |
| 4     | 25 a 29 | 24    |
| 20    | 20 a 24 | 20    |
| 40    | 15 a 19 | 40    |
| 12    | 10 a 14 | 24    |
| 20    | 5 a 9   | 16    |
| 12    | 0 a 4   | 20    |

## Economia
El 2007 la població en edat de treballar era de 494 persones, 388 eren actives i 106 eren inactives. De les 388 persones actives 372 estaven ocupades (198 homes i 174 dones) i 18 estaven aturades (11 homes i 7 dones). De les 106 persones inactives 37 estaven jubilades, 50 estaven estudiant i 19 estaven classificades com a «altres inactius».

### Ingressos
El 2009 a Degré hi havia 257 unitats fiscals que integraven 752 persones, la mediana anual d'ingressos fiscals per persona era de 19.040 €.

### Activitats econòmiques
Dels 18 establiments que hi havia el 2007, 1 era d'una empresa de fabricació d'altres productes industrials, 3 d'empreses de construcció, 3 d'empreses de comerç i reparació d'automòbils, 1 d'una empresa de transport, 1 d'una empresa d'informació i comunicació, 2 d'empreses financeres, 1 d'una empresa immobiliària, 4 d'empreses de serveis, 1 d'una entitat de l'administració pública i 1 d'una empresa classificada com a «altres activitats de serveis».
Dels 4 establiments de servei als particulars que hi havia el 2009, 1 era un taller de reparació d'automòbils i de material agrícola, 1 paleta, 1 fusteria i 1 perruqueria.
L'any 2000 a Degré hi havia 19 explotacions agrícoles que ocupaven un total de 1.044 hectàrees.

## Equipaments sanitaris i escolars
El 2009 hi havia una escola elemental.

## Poblacions més properes
El següent diagrama mostra les poblacions més properes.